# Old Station
Old Station – jednostka osadnicza w Stanach Zjednoczonych, w stanie Kalifornia, w hrabstwie Shasta.